# 주비산경

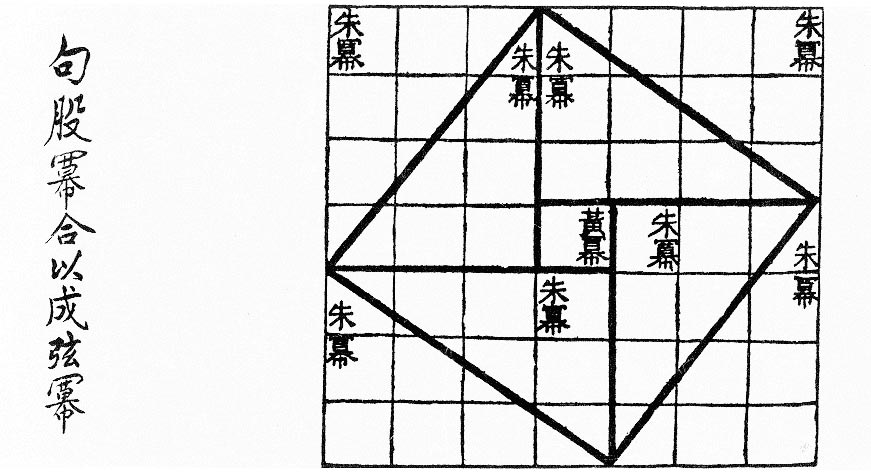
《주비산경》에 수록된 피타고라스의 정리의 증명

《주비산경》(중국어 간체자: 周髀算经, 정체자: 周髀算經, 병음: Zhōubí Suànjīng 저우비쏸징[*])은 고대 중국의 천문·수학서이다.

## 역사
제목 《주비산경》에서 주(周)는 주나라를 뜻한다. 비(髀)는 원래 넓적다리를 뜻하며, 여기서는 해시계의 지시침을 뜻한다.
《주비산경》의 실제 집필 시기는 불분명하지만, 하권 1부는 《여씨춘추》(기원전 3세기 집필)를 인용하므로 적어도 이 문단은 전국시대 이후에 집필된 것을 알 수 있다. 대체로 한나라(기원전 2세기~기원후 3세기) 때에 현재의 형태로 집대성된 것으로 추정된다.
이후 유휘(3세기) · 조긍지(祖𣈶之, 6세기) · 이순풍(李淳風, 7세기) · 양휘(13세기) 등이 《주비산경》에 주석을 달았으며, 조상(중국어 간체자: 赵爽, 정체자: 趙爽, 병음: Zhào Shuǎng 자오솽[*])이 서문 및 삽화를 추가하였다.

## 내용
《주비산경》은 주로 수학과 천문학을 다룬다.
《주비산경》은 상권(上卷)과 하권(下卷)으로 구성되며, 각각 3부로 나뉘어 있다.
| 부       | 내용 |
| -------- | --- |
| 상권 1부 | 주공 단이 질문하며, 그를 섬기는 천문학자 상고(중국어: 商高, 병음: Shāng Gāo 상가오[*])가 답변하는 형식.                                                  |
| 상권 2부 | 영방(중국어 간체자: 荣方, 정체자: 榮方, 병음: Róng Fāng 룽팡[*])이 질문하며 진자(중국어 간체자: 陈子, 정체자: 陳子, 병음: Chénzǐ 천쯔[*])가 답하는 형식. |
| 상권 3부 | 역법에 대한 내용이다. 7개의 행(衡)에 대한 일련의 계산들로 구성되며, 특히 1년을 365¼일로 계산한다.                                                        |
| 하권 1부 | 하늘과 땅의 모양과 크기를 다룬다. 하늘과 땅 사이의 거리는 8만 리이다.                                                                                    |
| 하권 2부 | 천문 관측에 대한 내용이다. |
| 하권 3부 | 절기와 역법에 대한 내용이다. |

### 천문학
《주비산경》 상권 1부에는 다음과 같은 세계관이 묘사되어 있다.
| “ | 네모는 땅에 속하며, 동그라미는 하늘에 속한다. 따라서 하늘은 둥글며, 땅은 네모나다. 네모의 수는 고전적이며, 동그라미의 수는 이로부터 나온다. 하늘은 푸르거나 검으며, 땅은 누렇거나 붉다. 方屬地，圓屬天，天圓地方。方數為典，以方出圓。笠以寫天。天青黑，地黃赤。 | ” |

하권 1부에는 다음과 같은 세계관이 묘사되어 있다.
| “ | 하늘은 삿갓(笠)의 모양이며, 땅은 거꾸로 된 쟁반(槃)의 모양을 한다. 天象蓋笠，地法覆槃。 | ” |

### 피타고라스의 정리
《주비산경》에는 피타고라스의 정리의 간단한 증명이 등장한다.
《주비산경》 상권 1부에는 다음과 같이 3·4·5 직각 삼각형이 등장한다.
| “ | 직사각형의 절반에서, 만약 구(句, 직각을 낀 변)의 길이가 3이고 고(股, 직각을 낀 다른 변)의 높이가 4라면, 대각선의 길이는 5이다. 故折矩，以為句廣三，股修四，徑隅五。 | ” |

상권 2부에는 다음과 같이 피타고라스의 정리가 등장한다.
| “ | 태양까지의 길이를 계산하려면, 먼저 태양의 지면에 사영된 곳까지의 (수평) 거리를 구(句), 태양에서 지면까지의 (수직) 거리를 고(為)라고 하자. 이들을 각각 제곱한 뒤, 합한 뒤, 제곱근을 취하면 태양까지의 길이를 얻는다. 若求邪至日者，以日下為句，日高為股，句股各自乘，并而開方除之，得邪至日。 | ” |

## 참고 문헌
- Cullen, Christopher (1996). 《Astronomy and mathematics in ancient China: the Zhou bi suan jing》. Needham Research Institute Studies (영어) 1. Cambridge University Press. doi:10.1017/CBO9780511563720. ISBN 978-0-52155089-5.
- 《九章算術 周髀算經: 東洋數學의 古典》. 차종천 역. (주) 범양사출판부. 2000. ISBN 978-89-7167142-9.